# Peuple déicide
Ne doit pas être confondu avec Deicide.
« Peuple déicide » est une expression antijuive chrétienne pour désigner l'ensemble du peuple juif comme responsable de la mort de Jésus.  L'adjectif « déicide » signifie littéralement « meurtrier de Dieu ». Ce terme est formé à partir de deux mots latins : la racine Deus (« Dieu ») et le suffixe -cide, correspondant au verbe caedere (« tuer »). L'accusation de « déicide », c'est-à-dire le fait d'avoir « assassiné Dieu » en la personne de Jésus-Christ, remonte au moins au IIe siècle, par exemple avec Justin de Naplouse s'adressant aux Juifs (« Après avoir tué le Christ, vous n’en avez pas même le repentir »), suivi par Méliton de Sardes (« Dieu est assassiné par la main d’Israël ») et par un certain nombre de Pères de l'Église. 
L'insulte « peuple déicide » a été utilisée au cours de l'histoire pour inciter à la violence contre les Juifs, lors de pogroms, à l'occasion de massacres lors des croisades, au cours des persécutions de l'inquisition et comme justification à la Shoah.
Le Catéchisme du concile de Trente, en 1566, précise toutefois que les responsables de la mort du Christ sont les pécheurs de toute l'humanité, et non les Juifs seuls. Enfin, en 1965, le concile Vatican II, dans sa déclaration Nostra Ætate, précise que ce qui a été commis durant la Passion du Christ « ne peut être imputé ni indistinctement à tous les Juifs vivant alors, ni aux Juifs de notre temps », rappelle que les apôtres et les premiers disciples de Jésus sont juifs, et reconnaît les racines juives de la foi chrétienne.
Le thème du « peuple déicide » a constitué pendant des siècles le principal argument de l'antisémitisme chrétien. Pour Jules Isaac, artisan avant Vatican II de l'amélioration des relations judéo-chrétiennes, il fait partie des « mythes tendancieux » du christianisme : « Le mythe de Jésus méconnu [...] et finalement crucifié par le peuple juif réfractaire et aveugle, d'où s'ensuit le terrifiant mythe — à lui seul plus meurtrier que tous les autres — du crime de « déicide » ».

## Accusation de déicide

### Sources néotestamentaires

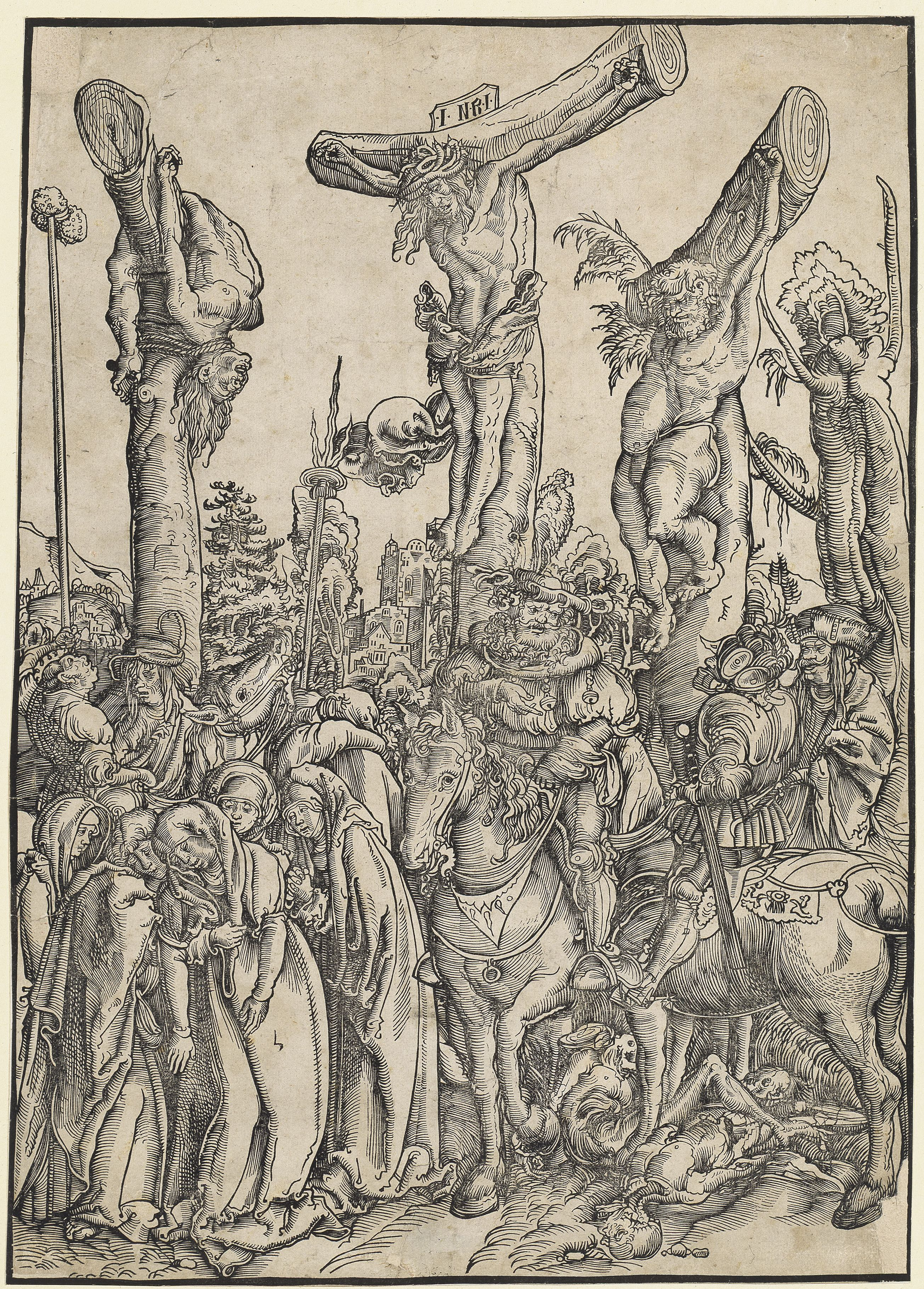
La Crucifixion, gravure de Cranach l'Ancien.

Divers exemples tirés du Nouveau Testament sont utilisés pour justifier cette thèse : par exemple l'Épître aux Romains (9-10), ainsi que la Première épître aux Thessaloniciens (1Th 2:14-16) : « Ce sont ces Juifs qui ont fait mourir le Seigneur Jésus et les prophètes, qui nous ont persécutés, qui ne plaisent point à Dieu, et qui sont ennemis de tous les hommes ». Dans les Actes des Apôtres (Ac 5:28) on lit :
« Ne vous avons-nous pas défendu expressément d'enseigner en ce nom-là ? Et voici, vous avez rempli Jérusalem de votre enseignement, et vous voulez faire retomber sur nous le sang de cet homme ! »
Les Évangiles synoptiques, dont Mt 27:25 ou Mc 16, montrent Jésus-Christ conspué par la foule tandis que Ponce Pilate propose au peuple le choix de gracier Barabbas ou Jésus. La foule choisit Barabbas, ce qui fait reposer sur les Juifs la responsabilité de la crucifixion. Par la suite, ce récit a été largement utilisé à des fins antisémites. D'autres passages sont également cités pour étayer cette accusation, comme Mt 26:3-5; Mc 14:1-2 ; Lc:22,1-2; Jn 11:45-53, ou encore les Actes des Apôtres (2, 36 ; 5, 30 ; 10, 39).
Daniel Marguerat constate à ce propos un « intéressant changement de vocabulaire entre le début et la fin du récit » des Actes des Apôtres. Les premiers chapitres soulignent l'écoute et l'harmonie qui régnaient autour de la première communauté groupée sous l'autorité des apôtres. « Le terme « juif », quasi absent des huit premiers chapitres, est utilisé en rafale dès le chapitre 13 (concile de Jérusalem), et doté d'une connotation toujours plus négative ».

### Corpus patristique

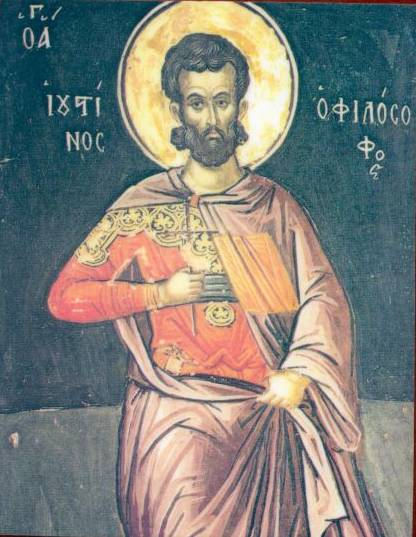
Justin de Naplouse, fresque du mont Athos, XVIe siècle.

L'accusation de déicide, exprimée en d'autres termes, remonte au moins au IIe siècle, avec Justin de Naplouse. Dans son Dialogue avec Tryphon (133, 3), Justin s'adresse aux Juifs en ces termes :
« Maintenant encore, en vérité, votre main est levée pour le mal ; car, après avoir tué le Christ, vous n’en avez pas même le repentir ; vous nous haïssez, nous qui par lui croyons au Dieu et Père de l’univers, vous nous mettez à mort chaque fois que vous en obtenez le pouvoir ; sans cesse vous blasphémez contre lui et ses disciples, et cependant tous nous prions pour vous et tous les hommes sans exception. »
Méliton de Sardes tient des propos similaires dans son Homélie de Pâques :
« Qu’as-tu fait, Israël ? Tu as tué ton Seigneur, au cours de la grande fête. Écoutez, ô vous, les descendants des nations, et voyez. Le Souverain est outragé. Dieu est assassiné par la main d’Israël. »
La thèse du « peuple déicide » est reprise et développée par Augustin d'Hippone, Jean Chrysostome (auteur de l'Adversus Judaeos) ainsi que Pierre Chrysologue, entre autres : les Juifs seraient les « meurtriers de Dieu » car ils porteraient la culpabilité de la crucifixion.

### Liturgie
Le mot « déicide » n'intervient que rarement dans les textes théologiques et reste sous-entendu dans la liturgie.  Bernhard Blumenkranz relève d'ailleurs que, « d’une manière générale, les morceaux liturgiques à caractère antijuif prononcé resteront toujours rares » dans l’histoire de l’Église. Cependant, l'accusation elle-même réapparaît au long des siècles dans nombre d'écrits et d'homélies jusqu'au concile Vatican II.

## Historique
Le mot « déicide » ou des formules synonymes (par exemple en grec, θεοκτόνος, theoktonos, « meurtrier de Dieu ») sont restés en usage à l'intérieur du christianisme pendant près de vingt siècles, malgré l'avertissement du Catéchisme du concile de Trente et cela jusqu'au lendemain de la Seconde Guerre mondiale. Le concile Vatican II, par la déclaration Nostra Ætate (1965) et sa section 4 consacrée aux relations avec la religion juive, bannit ce mot ou toute formule synonyme selon laquelle les juifs seraient responsables de la mort de Jésus.

### Des origines à la Renaissance
Lors de l'office des Ténèbres du Vendredi saint, les Impropères ont repris les accusations d'Augustin d'Hippone à l'égard des Juifs, extraites de son Commentaire sur les Psaumes : « Que les Juifs ne disent pas : Nous n'avons pas tué le Christ. » Ils représentent pour Jules Isaac l'exemple parfait d'une volonté d'avilir les Juifs. 
À partir du VIIe siècle, l'oraison Oremus et pro perfidis Judaeis (traduite en « Prions aussi pour les Juifs perfides ») s'ajoute à ce que Jules Isaac a appelé L'Enseignement du mépris. Cependant, la perfidia judaica dont parle ce texte a trait au supposé « aveuglement » du peuple juif, qui n'a pas reconnu le Christ. La traduction de perfidis par « perfides » est une simplification du sens réel de ce mot qui ne sous-entend pas l'accusation de « déicide ». Dans la pratique, ces deux thèmes se sont toutefois confondus, et le Vendredi saint a longtemps été synonyme d'agressions contre les Juifs, voire de massacres. Les pogroms en Russie, en Pologne et ailleurs étaient traditionnellement liés au Vendredi saint.
D'autre part, l'historienne Sylvia Schein souligne l'influence de l'antisémitisme franciscain à partir du XIVe siècle. C'est en 1342 que cet ordre, arrivé à Jérusalem dès 1220, reçoit définitivement la Custodie de Terre sainte : autrement dit, les Franciscains deviennent les gardiens officiels des lieux saints du christianisme. Selon Sylvia Schein, ils propagent auprès des pèlerins le thème du peuple juif « assassin du Christ », ce qui contribue  à maintenir l'antisémitisme à travers l'Europe. Cette propagande, « systématique » d'après Sylvia Schein, vise notamment à empêcher le retour des Juifs en Terre d'Israël, même si, sur place, les rapports entre Juifs et Franciscains sont peu conflictuels.
Pendant tout le Moyen Âge, et par les mêmes canaux de propagande, le thème du « peuple déicide » se renforce d'un mythe analogue, celui des prétendues profanations d'hosties, qui démultiplie l'allégation initiale.
Ces accusations sont reprises par Luther, un des fondateurs du protestantisme, qui écrit dans Des Juifs et de leurs mensonges en 1543 : « Nous sommes même coupables si nous ne vengeons pas tout ce sang innocent de notre Seigneur et des chrétiens qu'ils ont répandu [...]. Nous sommes fautifs de ne pas les tuer. »

### Catéchisme du concile de Trente, 1566
Pour sa part, le Catéchisme du concile de Trente (1566) ne porte aucune accusation de « déicide » à l'encontre des Juifs. La crucifixion, selon ce catéchisme, a pour cause l'ensemble des péchés de tous les hommes depuis le péché originel jusqu'à la fin des temps :
« Il faut ensuite exposer les causes de la Passion, afin de rendre plus frappantes encore la grandeur et la force de l'amour de Dieu pour nous. Or, si l'on veut chercher le motif qui porta le Fils de Dieu à subir une si douloureuse Passion, on trouvera que ce furent, outre la faute héréditaire de nos premiers parents, les péchés et les crimes que les hommes ont commis depuis le commencement du monde jusqu'à ce jour, ceux qu'ils commettront encore jusqu'à la consommation des siècles [...]. Les pécheurs eux-mêmes furent les auteurs et comme les instruments de toutes les peines qu'il endura. »
Le Catéchisme du concile de Trente précise (1re partie, chapitre 5, § 3) :
« Nous devons donc regarder comme coupables de cette horrible faute, ceux qui continuent à retomber dans leurs péchés. Puisque ce sont nos crimes qui ont fait subir à Notre-Seigneur Jésus-Christ le supplice de la Croix, à coup sûr, ceux qui se plongent dans les désordres et dans le mal (Hebr., 6, 6.) crucifient de nouveau dans leur cœur, autant qu’il est en eux, le Fils de Dieu par leurs péchés, et Le couvrent de confusion. Et il faut le reconnaître, notre crime à nous dans ce cas est plus grand que celui des Juifs. Car eux, au témoignage de l’Apôtre (Cor., 2, 8.), s’ils avaient connu le Roi de gloire, ils ne L’auraient jamais crucifié. Nous, au contraire, nous faisons profession de Le connaître. Et lorsque nous Le renions par nos actes, nous portons en quelque sorte sur Lui nos mains déicides. »
L'accusation de déicide envers les Juifs resurgit toutefois dès 1569 avec Hebraeorum gens, une bulle pontificale de Pie V, puis dans les premiers mots du motu proprio de Grégoire XIII, Antiqua Judaeorum improbitas, rédigé en 1581.

### DuXVIIesiècleauXIXesiècle

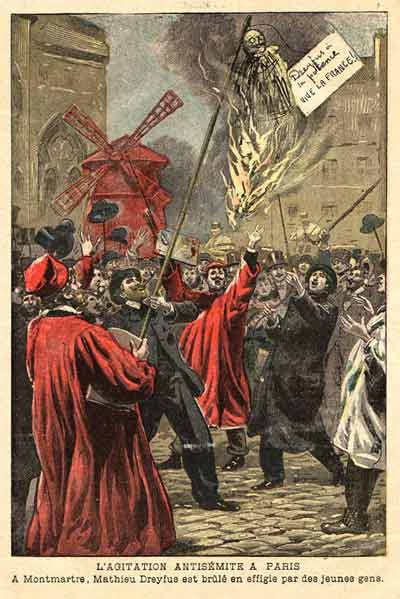
Émeutes antisémites lors de l'affaire Dreyfus (gravure du Petit Parisien).

Le terme de « déicide » est attesté à partir du XVIIe siècle en tant que substantif, tantôt pour qualifier le meurtre imputé au peuple juif, par exemple chez Bossuet (« le plus grand de tous les crimes : crime jusqu'alors inouï, c'est-à-dire le déicide, qui aussi a donné lieu à une vengeance dont le monde n'avait vu encore aucun exemple ») ou chez Lamennais (« Depuis le déicide des Juifs, jamais crime plus énorme n'avait été commis »), tantôt à titre d'épithète pour désigner les Juifs, comme dans les Harmonies de Lamartine : « Serions-nous donc pareils au peuple déicide, Qui (…), Du sang de son sauveur teignit Jérusalem, ? » Il continue à être utilisé par de multiples textes antisémites, notamment la presse catholique de combat comme La Croix avant et pendant l'affaire Dreyfus.

### Tournant des années 1947-1960
À l'origine de la prise de conscience par les chrétiens que le « peuple déicide » est un mythe dangereux, il y eut l'historien juif Jules Isaac et ses dix-huit propositions faites après la Shoah durant laquelle plusieurs de ses proches périrent. Sa grande préoccupation, qu'il partagea avec le pape Jean XXIII à Rome, était de faire comprendre aux chrétiens qu'il n'est pas « juste » d'attribuer la mort de Jésus au « peuple juif » qui, dans sa grande majorité, a écouté Jésus de Nazareth jusqu'au bout. Jules Isaac rédigea ces dix-huit propositions afin de préparer la conférence de Seelisberg en 1947, à laquelle participèrent des chrétiens des différentes Églises et qui donna notamment naissance à l'Amitié judéo-chrétienne de France.  
De ces propositions, on retiendra que « ce sont les grands-prêtres, représentants d'une étroite caste oligarchique, asservie à Rome et détestée du peuple » qui ont fait arrêter et condamner Jésus (n° 12) ; qu'ils l'ont fait « à l'insu du peuple et même par crainte du peuple » (n° 15), que « l'attitude des pharisiens et docteurs n'est, selon les textes, pas unanime [contre Jésus] » (n° 12) ; que « le peuple juif n'est pour rien dans le procès juif [...] et n'en a probablement rien su » (n° 16). S'agissant du procès et de la mise à mort de Jésus, (n° 17) Jules Isaac rappelle que la mise en croix était un supplice romain, avec, en particulier, l'épisode du couronnement d'épines par les soldats. La « foule » est décrite ameutée, ce qui n'a rien à voir avec le peuple juif d'alors, « dont les sentiments antiromains ne font pas de doute ». Enfin, la proposition n° 18 invite à ne pas oublier que le cri monstrueux « que son sang soit sur nous et sur nos enfants » ne saurait prévaloir contre la parole « Père, pardonnez-leur, car ils ne savent pas ce qu'ils font ». Ces dix-huit propositions furent présentées lors de la Conférence de Seelisberg, en 1947, pour discerner les causes religieuses de l'antisémitisme chrétien. 
Jules Isaac publia en 1956 Genèse de l'antisémitisme, puis en 1962 L'Enseignement du mépris pour dénoncer ce type d'accusation.

### Vatican II: la déclarationNostra Ætaten° 4, 1965
Le concile Vatican II met fin aux accusations de déicide,. 
Une version préparatoire de la déclaration Nostra Ætate (1965) prévoyait d'indiquer dans son alinéa 7 « … que jamais le peuple juif ne soit présenté comme une nation réprouvée ou maudite ou coupable de déicide… ». Mais cette mention est supprimée dans la version finale.
La quatrième partie de Nostra Ætate, consacrée au judaïsme, inclut le passage suivant :
« Encore que des autorités juives, avec leurs partisans, aient poussé à la mort du Christ, ce qui a été commis durant sa Passion ne peut être imputé ni indistinctement à tous les Juifs vivants alors, ni aux Juifs de notre temps. S'il est vrai que l'Église est le nouveau peuple de Dieu, les Juifs ne doivent pas, pour autant, être présentés comme réprouvés par Dieu ni maudits, comme si cela découlait de la Sainte Écriture. Que tous donc aient soin, dans la catéchèse et la prédication de la parole de Dieu, de n'enseigner quoi que ce soit qui ne soit conforme à la vérité de l'Évangile et à l'esprit du Christ. »
La déclaration mentionne une fois l'expression « peuple juif » : « Elle [l'Église] rappelle aussi que les apôtres, fondements et colonnes de l'Église, sont nés du peuple juif, ainsi qu'un grand nombre des premiers disciples qui annoncèrent au monde l'Évangile du Christ. »

### Suites du concile Vatican II
C'est sur la section no 4 de Nostra Ætate que portent deux textes officiels de l'Église catholique :  d'une part, en 1973, le travail de la Conférence des évêques de France intitulé Orientations pastorales pour les relations avec le judaïsme, et d'autre part, en 1974, les Orientations et suggestions pour l'application de la déclaration conciliaire Nostra Ætate publiées par le Dicastère pour la promotion de l'unité des chrétiens. 
Les Orientations pastorales de 1973 rappellent que c'est une erreur théologique, historique et juridique de tenir le peuple juif pour indistinctement coupable de la Passion et de la mort de Jésus-Christ'.Tout comme le Catéchisme du concile de Trente en 1545, les Orientations pastorales précisent : « S'il est vrai qu'historiquement la responsabilité de la mort de Jésus fut partagée à des titres divers par certaines autorités juives et romaines, l'Église tient que c'est à cause du péché de tous les hommes que le Christ, dans son immense amour, s'est soumis à sa passion et à sa mort pour que tous obtiennent le salut. »,.
Le Catéchisme de l'Église catholique (1992) réaffirme que les Juifs ne sont pas responsables de la mort de Jésus : « En tenant compte de la complexité historique du procès de Jésus manifestée dans les récits évangéliques, et quel que puisse être le péché personnel des acteurs du procès (Judas, le sanhédrin, Pilate) que seul Dieu connaît, on ne peut en attribuer la responsabilité à l'ensemble des Juifs de Jérusalem, malgré les cris d'une foule manipulée et les reproches globaux contenus dans les appels à la conversion après la Pentecôte. Jésus lui-même en pardonnant sur la Croix et Pierre à sa suite ont fait droit « à l'ignorance » (Ac 3:17) des Juifs de Jérusalem et même de leurs chefs. »
La déclaration de repentance « Nous nous souvenons » de la Commission pour les relations avec le judaïsme (1998) précise : « Dans le monde chrétien, des interprétations erronées et injustes du Nouveau Testament relatives au peuple juif et à sa prétendue culpabilité ont trop longtemps circulé, engendrant des sentiments d'hostilité à l'égard de ce peuple. De telles interprétations du Nouveau Testament ont été totalement et définitivement rejetées par le deuxième concile du Vatican.
Benoît XVI déclare en 2012 : « Ces mots [« Que son sang soit sur nous », Mt 27, 25] ne peuvent en aucun cas être lus comme une incitation à s'opposer aux Juifs : le sang de Jésus parle une autre langue que celui d'Abel (He 12, 24) : il ne demande ni vengeance ni châtiment mais réconciliation. »